# Station Tuen
Station Tuen (Noors: Tuen holdeplass)  is een halte in Fetsund in de gemeente Fet in fylke Viken  in  Noorwegen. De halte aan Kongsvingerbanen dateert uit 1932. 
Bij de laatste grote aanpassing van de dienstregeling in Østlandet, in 2012, werd Tuen praktisch gesloten. Er stoppen nu enkel nog treinen van lijn L14 in de ochtend- en avondspits op werkdagen. L14 rijdt tussen Asker en Kongsvinger.